# 京極高朗
京極 高朗（きょうごく たかあきら）は、讃岐国丸亀藩6代藩主。丸亀藩京極家8代。

## 生涯
寛政10年（1798年）4月24日、第5代藩主・京極高中の四男として江戸本邸で生まれた。寛政12年（1800年）3月21日、高中の嫡子とされた。文化8年（1811年）3月9日、父の死去により跡を継いだ。文化10年（1813年）10月1日、将軍徳川家斉に御目見した。同年12月16日、従五位下長門守に叙任された。
文学的才能に秀で、江戸藩邸に藩校の集義館を開いた。文政8年（1825年）には城下に藩校敬止堂を創設し、藩士のみならず領民にも門戸を開かせた。天保3年（1832年）、幕府に許可を得て新堀湛甫（新堀港）を設け、金比羅宮参詣の玄関口とすることで観光業および商業をさらに発展させた。
弘化2年（1845年）には罪を得た元幕府役人の鳥居耀蔵を預かっている。治世後期から、士民共に奢侈に走る傾向が見えたため、高朗は藩政再建のために加藤俊治らを登用して藩政改革を行ない、倹約と風紀を主とした10か条の法律制定や文教政策に力を注いだ。家臣に副業での団扇作りを推奨し、これが人気を博して、今日も香川県丸亀市の名産品となっている丸亀うちわの起こりとなったとする説がある（団扇製造自体は高朗誕生以前の天明年間に始まったという説や、藩士の内職以外の説もある）。
嘉永3年（1850年）3月7日、婿養子の朗徹（従弟高周の五男）に家督を譲って隠居した。
以後は明治維新の後まで丸亀にとどまり、廃藩置県後の明治7年（1874年）2月14日に香川県の同地にて死去した。享年77。

## 逸話
高朗は相撲好きで、参勤交代で江戸詰めの際に両国の回向院(現在の国技館につながる相撲競技場)で相撲見物をしていたが、熱狂的に観戦し、感極まって手を叩きながら小躍りしたため、大名にあるまじき行為として幕府に大名の相撲観戦を禁止された。しかし、あきらめきれなかった高朗は家臣に御相撲方という役職を作り、相撲中継の実況の役目をさせた。これは現在のアナウンサー職にあたるものであり、ラジオのように弁舌だけで状況を把握して擬似的な観戦をして楽しむものであった。
数代前の藩主であった京極高豊について『土芥寇讎記』には、元々かなりの相撲好きであったがそれを止めたことが記されている。

## 系譜
- 父：京極高中（1754年 - 1811年）
- 母：山田氏
- 正室：さち子 - 筑後国柳川藩主立花鑑寿の娘
- 継室：寿久 - 播磨国姫路藩主酒井忠道の娘
- 生母不明の子女
  - 女子：豊子 - 多度津藩主京極高琢正室
  - 男子：京極高美（1818年 - 1845年） - 世子。
  - 七女：鉦子 - 京極朗徹正室
- 婿養子
  - 男子：京極朗徹（1828年 - 1882年） - 京極高周（右近）の五男

## 墓所
- 玄要寺（香川県丸亀市）
  - 京極高朗墓所 - 丸亀市指定史跡 : 1978年（昭和53年）11月28日に指定[1]。

京極高朗の墓所
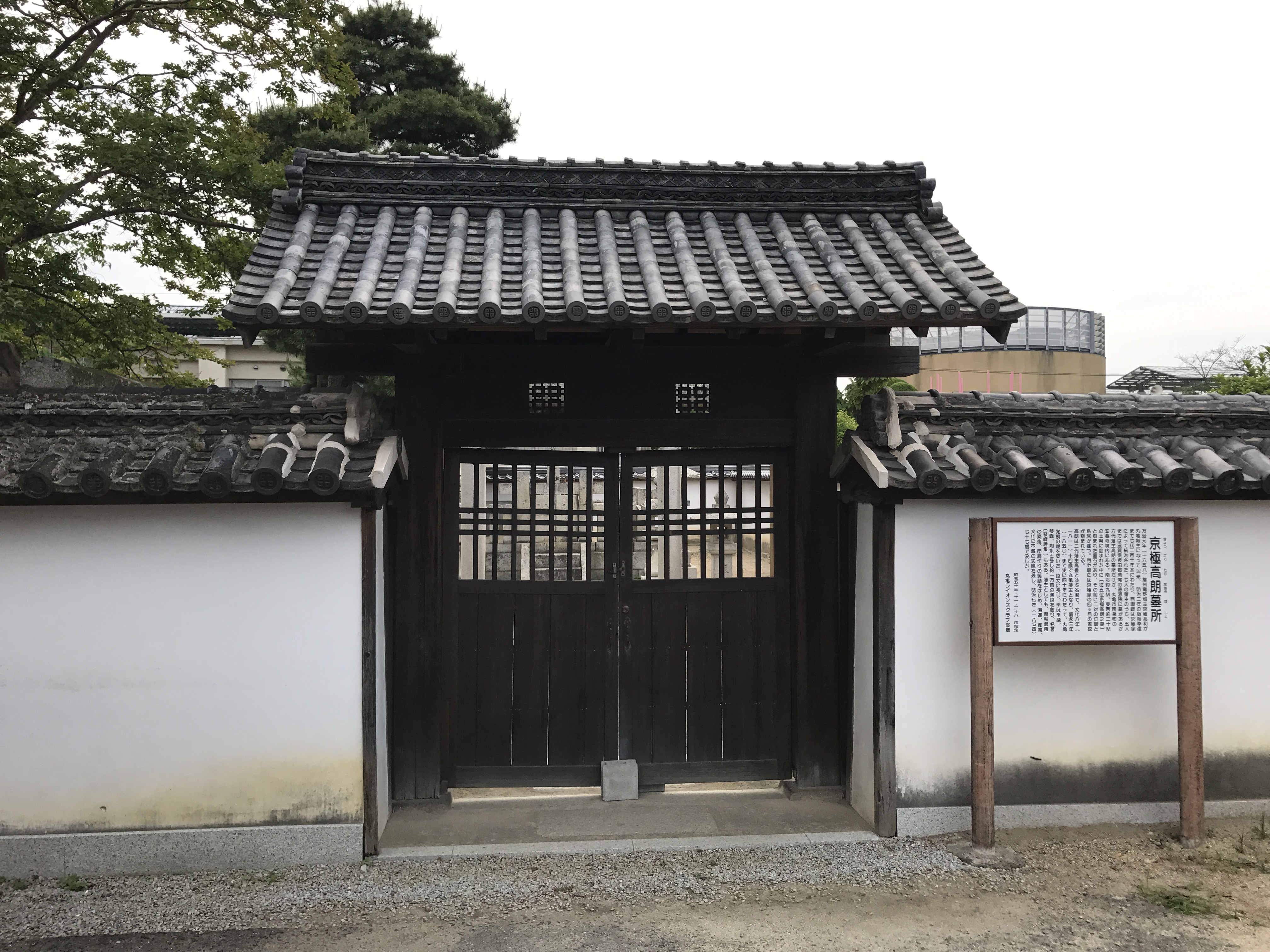
墓所入口
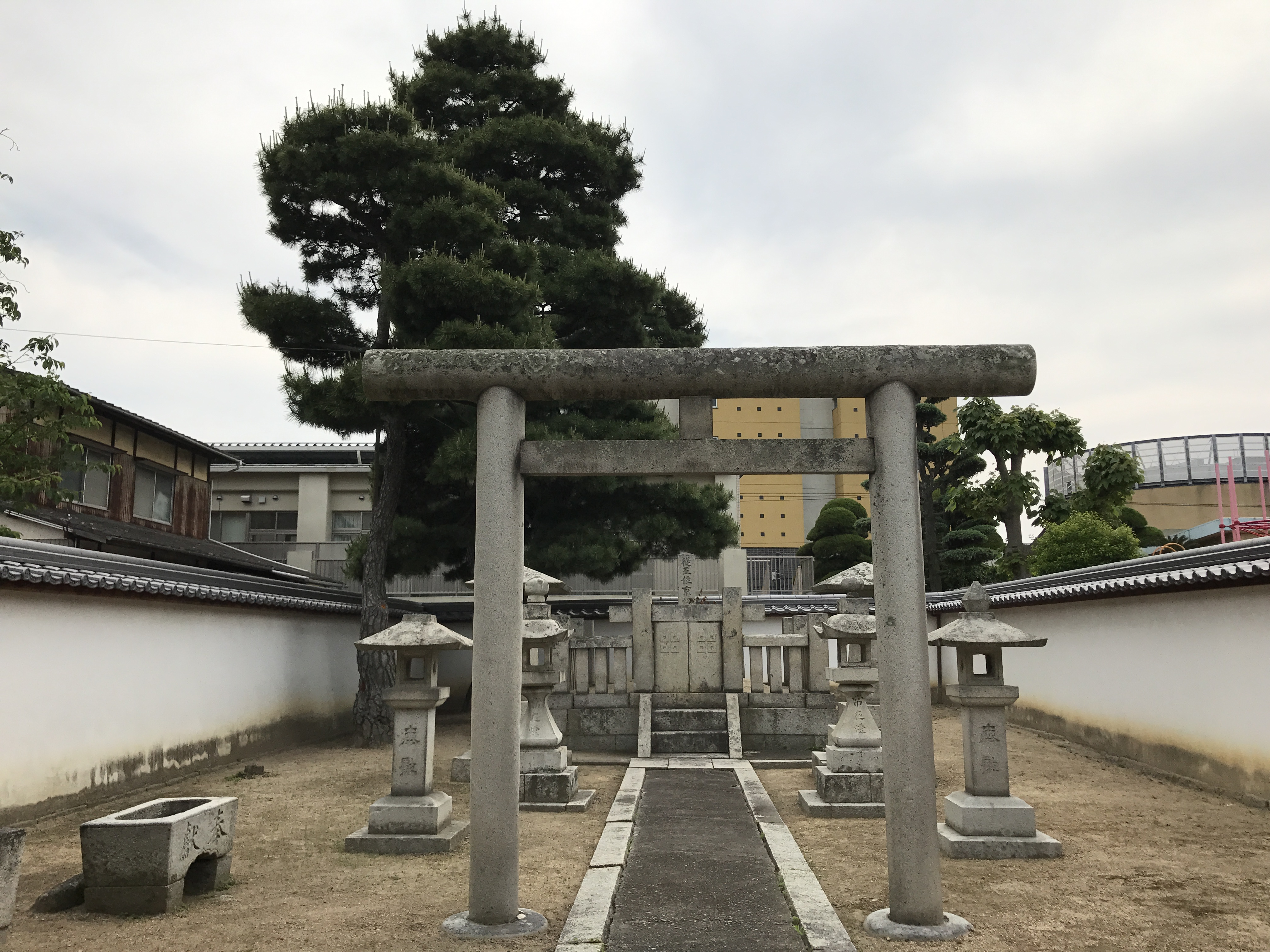
墓所内全景
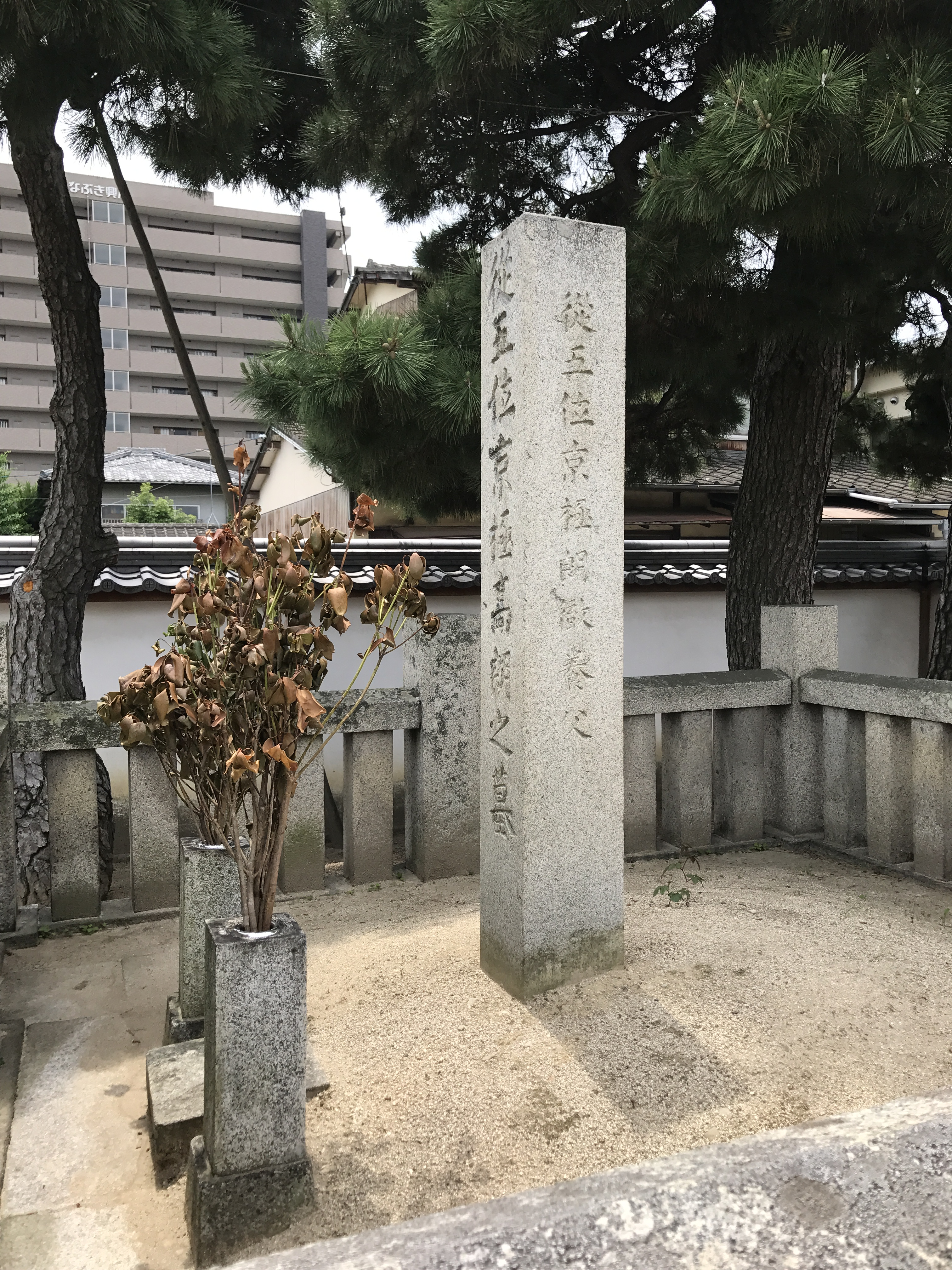
墓

| - 京極高朗の墓所 - 墓所入口 - 墓所内全景 - 墓 |